# ماريا إينيس جولولو
ماريا إينيس جولولو مواليد 30 نوفمبر 1975، هي لاعبة كرة يد أنغولية. مثلت منتخب أنغولا لكرة اليد للسيدات. شاركت في دورة الألعاب الأولمبية الصيفية سنة 2000.

## سجل المنافسة
شاركت في البطولات التالية:
- الألعاب الأولمبية الصيفية 2000
- الألعاب الأولمبية الصيفية 2004

## روابط خارجية
- ماريا إينيس جولولو على موقع اللجنة الأولمبية الدولية (الإنجليزية)
- ماريا إينيس جولولو على موقع أوليمبيديا (الإنجليزية)